# Le Plessis-Patte-d'Oie
Le Plessis-Patte-d'Oie è un comune francese di 90 abitanti situato nel dipartimento dell'Oise della regione dell'Alta Francia.

## Società

### Evoluzione demografica
Abitanti censiti